# 1 000 kilomètres de Silverstone 2004
Navigation
Édition précédente Édition suivante
Les 1 000 kilomètres de Silverstone 2004 sont la troisième épreuve de la saison 2004 des Le Mans Series. La course s'est disputée le 13 août 2004 sur le circuit de Silverstone, en Grande-Bretagne.

## Résultats de la course
Les vainqueurs de leur catégorie sont indiqués en caractères gras. Les voitures ayant parcouru moins de 70 % de la distance parcourue par le vainqueur sont marquées NC pour « Non Classé.
| Position | Catégorie | N° | Écurie                             | Pilotes                                            | Châssis                             | Pneus | Tours |
| Position | Catégorie | N° | Écurie                             | Pilotes                                            | Engins                              | Pneus | Tours |
| -------- | --------- | -- | ---------------------------------- | -------------------------------------------------- | ----------------------------------- | ----- | ----- |
| 1        | LMP1      | 8  | Audi Sport UK Team Veloqx          | Allan McNish Pierre Kaffer                         | Audi R8                             | M     | 195   |
| 1        | LMP1      | 8  | Audi Sport UK Team Veloqx          | Allan McNish Pierre Kaffer                         | Audi 3.6l Turbo V8                  | M     | 195   |
| 2        | LMP1      | 5  | Team Goh                           | Rinaldo Capello Seiji Ara                          | Audi R8                             | M     | 194   |
| 2        | LMP1      | 5  | Team Goh                           | Rinaldo Capello Seiji Ara                          | Audi 3.6L Turbo V8                  | M     | 194   |
| 3        | LMP1      | 88 | Audi Sport UK Team Veloqx          | Johnny Herbert Jamie Davies                        | Audi R8                             | M     | 193   |
| 3        | LMP1      | 88 | Audi Sport UK Team Veloqx          | Johnny Herbert Jamie Davies                        | Audi 3.6L Turbo V8                  | M     | 193   |
| 4        | LMP1      | 22 | Zytek Engineering                  | Robbie Kerr Chris Dyson                            | Zytek 04S                           | M     | 192   |
| 4        | LMP1      | 22 | Zytek Engineering                  | Robbie Kerr Chris Dyson                            | Zytek ZG348 3.4L V8                 | M     | 192   |
| 5        | LMP1      | 14 | Team Nasamax                       | Romain Dumas Werner Lupberger (en) Robbie Stirling | Nasamax (Reynard) DM139             | M     | 182   |
| 5        | LMP1      | 14 | Team Nasamax                       | Romain Dumas Werner Lupberger (en) Robbie Stirling | Judd GV5 5.0L V10 (Bioéthanol)      | M     | 182   |
| 6        | LMP1      | 69 | Team Jota                          | Sam Hignett John Stack Gianni Collini              | Zytek 04S                           | D     | 181   |
| 6        | LMP1      | 69 | Team Jota                          | Sam Hignett John Stack Gianni Collini              | Zytek ZG348 3.4L V8                 | D     | 181   |
| 7        | LMP2      | 13 | Courage Compétition                | Jean-Marc Gounon Sam Hancock Alexander Frei        | Courage C65                         | M     | 178   |
| 7        | LMP2      | 13 | Courage Compétition                | Jean-Marc Gounon Sam Hancock Alexander Frei        | AER XP20 2.0L Turbo I4              | M     | 178   |
| 8        | GTS       | 86 | Larbre Compétition                 | Christophe Bouchut Pedro Lamy Steve Zacchia        | Ferrari 550 GTS Maranello           | M     | 174   |
| 8        | GTS       | 86 | Larbre Compétition                 | Christophe Bouchut Pedro Lamy Steve Zacchia        | Ferrari 5.9L V12                    | M     | 174   |
| 9        | GTS       | 62 | Barron Connor Racing               | Mike Hezemans Jean-Denis Delétraz Andrea Piccini   | Ferrari 575 GTC                     | P     | 171   |
| 9        | GTS       | 62 | Barron Connor Racing               | Mike Hezemans Jean-Denis Delétraz Andrea Piccini   | Ferrari 6.0L V12                    | P     | 171   |
| 10       | GTS       | 52 | Graham Nash Motorsport             | David Leslie Paul Whight Philip Bennett            | Saleen S7-R                         | D     | 169   |
| 10       | GTS       | 52 | Graham Nash Motorsport             | David Leslie Paul Whight Philip Bennett            | Ford 6.9L V8                        | D     | 169   |
| 11       | LMP2      | 36 | Welter Racing                      | Jean-Bernard Bouvet Jean-René de Fournoux          | WR LMP2                             | M     | 168   |
| 11       | LMP2      | 36 | Welter Racing                      | Jean-Bernard Bouvet Jean-René de Fournoux          | Peugeot 3.4L V6                     | M     | 168   |
| 12       | GTS       | 61 | Barron Connor Racing               | Thomas Biagi Danny Sullivan John Bosch             | Ferrari 575 GTC                     | P     | 168   |
| 12       | GTS       | 61 | Barron Connor Racing               | Thomas Biagi Danny Sullivan John Bosch             | Ferrari 6.0L V12                    | P     | 168   |
| 13       | GT        | 70 | JMB Racing                         | Stéphane Daoudi Roman Rusinov                      | Ferrari 360 Modena GT               | D     | 166   |
| 13       | GT        | 70 | JMB Racing                         | Stéphane Daoudi Roman Rusinov                      | Ferrari 3.6L V8                     | D     | 166   |
| 14       | LMP1      | 6  | Rollcentre Racing                  | Martin Short Patrick Pearce João Barbosa           | Dallara SP1                         | D     | 165   |
| 14       | LMP1      | 6  | Rollcentre Racing                  | Martin Short Patrick Pearce João Barbosa           | Judd GV4 4.0L V10                   | D     | 165   |
| 15       | GT        | 80 | Sebah Automotive                   | Piers Masarati Xavier Pompidou                     | Porsche 911 GT3 R (996)             | D     | 165   |
| 15       | GT        | 80 | Sebah Automotive                   | Piers Masarati Xavier Pompidou                     | Porsche 3.6L Flat-6                 | D     | 165   |
| 16       | GT        | 81 | Farnbacher Racing                  | Patrick Long Lars-Erik Nielsen Thorkild Thyrring   | Porsche 911 GT3 RSR (996)           | D     | 165   |
| 16       | GT        | 81 | Farnbacher Racing                  | Patrick Long Lars-Erik Nielsen Thorkild Thyrring   | Porsche 3.6L Flat-6                 | D     | 165   |
| 17       | GT        | 84 | Seikel Motorsport                  | Tony Burgess Philip Collin Gaël Lesoudier          | Porsche 911 GT3 RS (996)            | Y     | 163   |
| 17       | GT        | 84 | Seikel Motorsport                  | Tony Burgess Philip Collin Gaël Lesoudier          | Porsche 3.6L Flat-6                 | Y     | 163   |
| 18       | GT        | 85 | Freisinger Motorsport              | Emmanuel Collard Stéphane Ortelli                  | Porsche 911 GT3 RSR (996)           | D     | 162   |
| 18       | GT        | 85 | Freisinger Motorsport              | Emmanuel Collard Stéphane Ortelli                  | Porsche 3.6L Flat-6                 | D     | 162   |
| 19       | GT        | 89 | Chamberlain-Synergy Motorsport     | Jonny Kane Warren Hughes                           | TVR Tuscan T400R                    | D     | 161   |
| 19       | GT        | 89 | Chamberlain-Synergy Motorsport     | Jonny Kane Warren Hughes                           | TVR 4.0L I6                         | D     | 161   |
| 20       | GT        | 91 | Racesport Salisbury                | Graeme Mundy Richard Stanton John Hartshorne       | TVR Tuscan T400R                    | D     | 156   |
| 20       | GT        | 91 | Racesport Salisbury                | Graeme Mundy Richard Stanton John Hartshorne       | TVR 4.0L I6                         | D     | 156   |
| 21       | LMP2      | 31 | Equipe Palmyr                      | Grégory Fargier Philippe Favre Christophe Ricard   | Lucchini SR2000                     | D     | 153   |
| 21       | LMP2      | 31 | Equipe Palmyr                      | Grégory Fargier Philippe Favre Christophe Ricard   | Alfa Romeo 3.0L V6                  | D     | 153   |
| 22       | GT        | 77 | Choro Q (ja) Racing Team           | Kazuyuki Nishizawa Haruki Kurosawa                 | Porsche 911 GT3 RSR (996)           | Y     | 150   |
| 22       | GT        | 77 | Choro Q (ja) Racing Team           | Kazuyuki Nishizawa Haruki Kurosawa                 | Porsche 3.6L Flat-6                 | Y     | 150   |
| 23       | LMP2      | 99 | PiR Competition                    | Pierre Bruneau Marc Rostan                         | Pilbeam MP91                        | M     | 148   |
| 23       | LMP2      | 99 | PiR Competition                    | Pierre Bruneau Marc Rostan                         | JPX (Mader) 3.4L V6                 | M     | 148   |
| 24       | GT        | 90 | T2M Motorsport                     | Robin Liddell Gilles Vannelet Yukihiro Hane        | Porsche 911 GT3 RS (996)            | Y     | 142   |
| 24       | GT        | 90 | T2M Motorsport                     | Robin Liddell Gilles Vannelet Yukihiro Hane        | Porsche 3.6L Flat-6                 | Y     | 142   |
| 25       | LMP2      | 27 | Tracsport                          | John Gaw John Ingram Rick Pearson                  | Lola B2K/40                         | D     | 139   |
| 25       | LMP2      | 27 | Tracsport                          | John Gaw John Ingram Rick Pearson                  | Nissan (AER) VQL 3.0L V6            | D     | 139   |
| ABD.     | LMP1      | 7  | RML                                | Mike Newton Thomas Erdos Miguel Ramos              | MG-Lola EX257                       | D     | 174   |
| ABD.     | LMP1      | 7  | RML                                | Mike Newton Thomas Erdos Miguel Ramos              | MG (AER) XP20 2.0L Turbo I4         | D     | 174   |
| NC.      | GT        | 71 | JWR                                | Mike Jordan (en) Johnny Mowlem                     | Porsche 911 GT3 RSR (996)           | D     | 124   |
| NC.      | GT        | 71 | JWR                                | Mike Jordan (en) Johnny Mowlem                     | Porsche 3.6L Flat-6                 | D     | 124   |
| NC.      | LMP2      | 35 | G-Force Racing                     | Frank Hahn Tim Greaves Jean-François Leroch        | Pilbeam (en) MP84                   | D     | 121   |
| NC.      | LMP2      | 35 | G-Force Racing                     | Frank Hahn Tim Greaves Jean-François Leroch        | Nissan (AER) VQL 3.0L V6            | D     | 121   |
| ABD.     | LMP1      | 20 | Lister Racing                      | Justin Keen (en) Rob Barff                         | Lister Storm LMP                    | D     | 126   |
| ABD.     | LMP1      | 20 | Lister Racing                      | Justin Keen (en) Rob Barff                         | Chevrolet LS1 6.0L V8               | D     | 126   |
| ABD.     | LMP1      | 10 | Taurus Sports                      | Phil Andrews Calum Lockie Richard Jones (en)       | Lola B2K/10                         | D     | 105   |
| ABD.     | LMP1      | 10 | Taurus Sports                      | Phil Andrews Calum Lockie Richard Jones (en)       | Caterpillar 5.0L Turbo V10 (Diesel) | D     | 105   |
| ABD.     | LMP2      | 28 | Team Ranieri Randaccio             | Ranieri Randaccio Fabio Mancini                    | Tampolli RTA99                      | G     | 105   |
| ABD.     | LMP2      | 28 | Team Ranieri Randaccio             | Ranieri Randaccio Fabio Mancini                    | Ford (Nicholson-McLaren) 3.3L V8    | G     | 105   |
| ABD.     | GTS       | 59 | Vitaphone Racing Konrad Motorsport | Uwe Alzen Michael Bartels Franz Konrad             | Saleen S7-R                         | P     | 94    |
| ABD.     | GTS       | 59 | Vitaphone Racing Konrad Motorsport | Uwe Alzen Michael Bartels Franz Konrad             | Ford 6.9L V8                        | P     | 94    |
| ABD.     | LMP1      | 3  | Creation Autosportif               | Nicolas Minassian Jamie Campbell-Walter            | DBA 03S                             | D     | 85    |
| ABD.     | LMP1      | 3  | Creation Autosportif               | Nicolas Minassian Jamie Campbell-Walter            | Zytek ZG348 3.4L V8                 | D     | 85    |
| ABD.     | GT        | 92 | Cirtek Motorsport                  | Frank Mountain Rory Passey Rob Wilson              | Ferrari 360 Modena GT               | D     | 80    |
| ABD.     | GT        | 92 | Cirtek Motorsport                  | Frank Mountain Rory Passey Rob Wilson              | Ferrari 3.6L V8                     | D     | 80    |
| ABD.     | LMP2      | 34 | K2 Race Engineering                | Simon Pullan Peter Owen Ben Devlin                 | Pilbeam (en) MP91                   | D     | 55    |
| ABD.     | LMP2      | 34 | K2 Race Engineering                | Simon Pullan Peter Owen Ben Devlin                 | Judd KV675 3.4L V8                  | D     | 55    |
| ABD.     | GT        | 93 | Cirtek Motorsport                  | Adam Jones Sascha Maassen                          | Porsche 911 GT3 RSR (996)           | D     | 55    |
| ABD.     | GT        | 93 | Cirtek Motorsport                  | Adam Jones Sascha Maassen                          | Porsche 3.6L Flat-6                 | D     | 55    |
| ABD.     | LMP2      | 26 | Paul Belmondo Racing               | Paul Belmondo Claude-Yves Gosselin Marco Saviozzi  | Courage C65                         | M     | 39    |
| ABD.     | LMP2      | 26 | Paul Belmondo Racing               | Paul Belmondo Claude-Yves Gosselin Marco Saviozzi  | AER XP20 2.0L Turbo I4              | M     | 39    |
| ABD.     | GT        | 97 | Auto Palace                        | Steeve Hiesse Giovanni Lavaggi                     | Ferrari 360 Modena GT               | P     | 8     |
| ABD.     | GT        | 97 | Auto Palace                        | Steeve Hiesse Giovanni Lavaggi                     | Ferrari 3.6L V8                     | P     | 8     |
| NP.      | GTS       | 50 | A-Level Engineering                | Wolfgang Kaufmann Eric van de Poele                | Porsche 911 Bi-Turbo                | M     | -     |
| NP.      | GTS       | 50 | A-Level Engineering                | Wolfgang Kaufmann Eric van de Poele                | Porsche 3.6L Turbo Flat-6           | M     | -     |
| DQ†      | GT        | 74 | RSR Racing                         | Nigel Greensall Lawrence Tomlinson                 | TVR Tuscan T400R                    | D     | -     |
| DQ†      | GT        | 74 | RSR Racing                         | Nigel Greensall Lawrence Tomlinson                 | TVR 4.0L I6                         | D     | -     |

Légende :
- NC. = Non classé pour distance insuffisante - ABD. = Abandon - DQ. = Disqualifié - NP. = Non partant

† - #74 RSR Racing n'a pas été autorisé à prendre part aux essais qualificatifs à la suite des contrôles techniques d'avant course

## Statistiques
- Pole Position - #22 Zytek Engineering - 1:34.033
- Meilleur tour - #22 Zytek Engineering - 1:36.932
- Moyenne - 180.263 km/h